# アヒム・シュタイナー

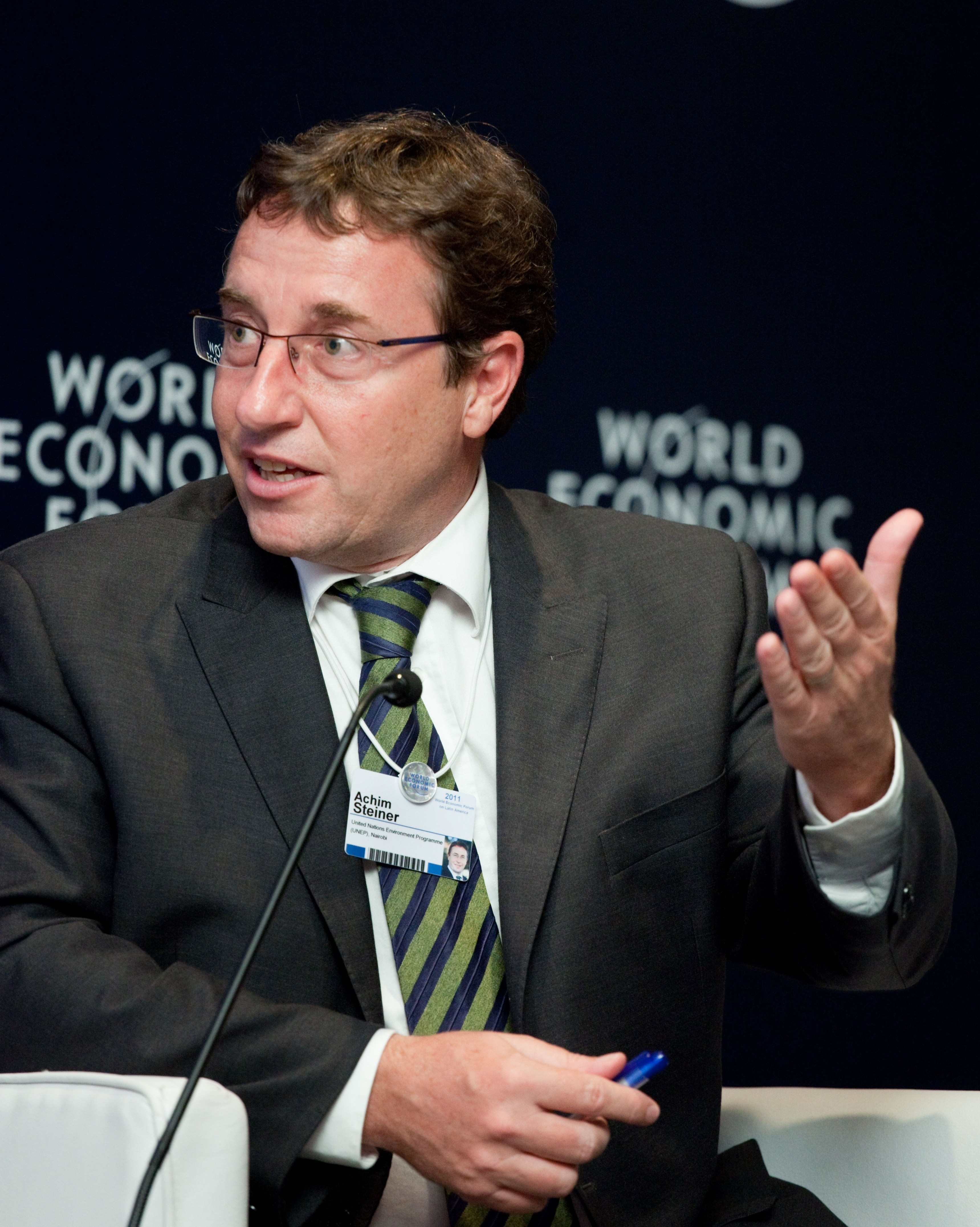
2011年、リオデジャネイロで開催された世界経済フォーラムにおけるアヒム・シュタイナー

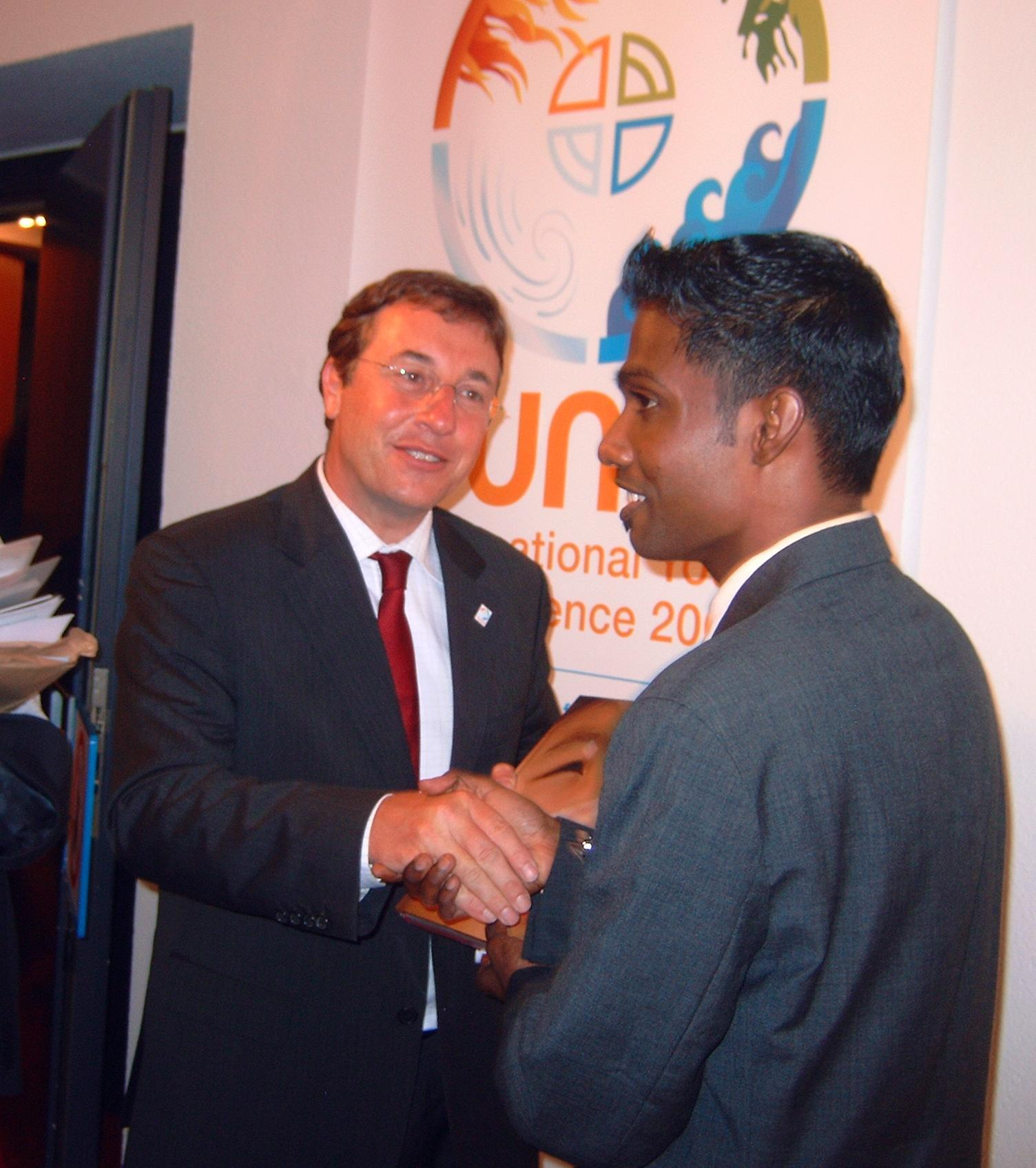
2007年、レバークーゼンで開催された „TUNZA - International Youth Conference 2007“ にて

アヒム・シュタイナー（Achim Steiner、1961年5月17日 - ）は、ブラジルリオグランデ・ド・スル州生まれのドイツの環境政策専門家。2001年から2006年にかけて、国際自然保護連合 (IUCN) 事務局長を務めた。2006年6月から2016年まで国際連合環境計画 (UNEP) 事務局長。
2006年3月16日、国際連合事務総長コフィー・アナンの指名により、国際連合総会は全会一致で、シュタイナーを2006年6月15日から任期4年のUNEP事務局長に選出した。前任の事務局長は、クラウス・テプファーであった。シュタイナーは、UNEPの第5代事務局長である。2009年3月11日から2011年3月15日まで、シュタイナーは国際連合ナイロビ事務局 (UNON) の事務局長を兼任した。
2010年4月22日、第83回国連総会において、シュタイナーは国連事務総長の提案によりUNEP事務局長に再任され、2010年6月15日から2014年6月14日までの4年任期を務めることになった。
さらにシュタイナーは、UNEPが主宰し資金を提供している、国連環境管理グループ (Environment Management Group: EMG) の議長も務めている。UNEP事務局長が議長を務めるEMGは、気候変動とより低いカーボンフットプリントに、近年特に焦点を当てている。2007年には、国連事務総長と国連事務局長会議 (the Chief Executives Board) が、国連のシステムを気候中立の方向へ改革していくことを決定した。
EMGは、史上初めて、49の国連機関、基金、計画について、炭素排出量の総点検を行なった。2010年から展開されているこの取り組みは、個々の国連組織それぞれの削減策や削減目標をもたせながら、炭素排出量削減に向けて共通の手法の確立を目指すものである。
シュタイナーはブラジルで育った。長じてイングランド南東部ケント州ドーバーのインデペンデント・スクール（パブリックスクール）Dover College に学び、オックスフォード大学に進んで哲学、政治学、経済学を学んだ。その後、ロンドン大学で、開発経済学、地域計画、国際開発・環境政策を専攻し、経済学および地域計画の修士 (Master of Arts) を取得した。また、ベルリンのドイツ開発研究所 (Deutsches Institut für Entwicklungspolitik) や、ハーバード・ビジネス・スクールにも客員研究員として在籍した。大学を離れたシュタイナーは、いくつかの地域的な環境組織で働いた後、IUCNに入ってワシントンD.C.やアジア各地で勤務した。ワシントンにおいてシュタイナーは、IUCNクローバル政策ユニットの上級政策顧問として、環境関係団体などのコミュニティと、世界銀行や国際連合の諸組織の間に、新たな協力関係を構築していく先頭に立った。東南アジアでは、メコン川流域の持続可能な管理や、地元コミュニティに基盤を置いた天然資源管理のための計画に従事していた。1998年、シュタイナーは南アフリカ共和国ケープタウンで、世界ダム委員会 (World Commission on Dams) の事務局長となった。この職に就いたシュタイナーは、グローバルに展開された計画を運営し、ダムと開発についてのグローバルな政策過程の中で、公共セクター、民間公益組織、民間セクターを結びつけた。2001年、事務局長としてIUCNに戻ったシュタイナーは、42か国に配置された1000人のスタッフを統括する責任を負うことになった。
シュタイナーは、気候変動やグリーン経済 (Green economy) について発言することでもよく知られている。UNEPはグリーン・エコノミー・イニシアティブ (the Green Economy Initiative, GEI) を主導し、各国政府が多様なセクターへの政策や投資を再編成することで、経済を「グリーン化」する取り組みへの支援を企図している。そこには、クリーンテクノロジー (clean technology)、再生可能エネルギー、水道事業、グリーンな交通手段、廃棄物処理、グリーンビルディング（緑の建築）、持続可能な農業、森林管理などが盛り込まれていた。
UNEPは、自然資本の分野でも先端的な事業を推進している。生態系と生物多様性の経済学 (The Economics of Ecosystems and Biodiversity, TEEB) の研究は、生物多様性が世界経済に与えている恩恵に注意を向け、生物多様性の後退と生態系の劣化のコストが拡大しつつあることへ焦点を当てるべく取り組まれている、国際的なイニシアティブである。
シュタイナーは、この他にも、開発と環境に関する中国国際協力委員会 (The China Council for International Cooperation on Environment and Development, CCICED) や、欧州復興開発銀行 (EBRD) の環境助言委員会 (Environmental Advisory Council, ENVAC) をはじめ、数多くの委員会等に参加している。
2016年事務局長退任。
2017年、国連開発計画（UNDP）総裁に就任。国連開発グループ（UNDG）の副議長も兼務した。